# Batalla de Pelúsion
La batalla de Pelúsion es va lliurar al 525 aC, a les portes de Pelúsion, en el Baix Egipte. S'hi van enfrontar les forces de Cambises II de Pèrsia que van derrotar a les del faraó Psamètic III. Aquesta batalla va ser decisiva perquè els perses es poguessin apoderar del tron d'Egipte.
Pelúsion era una antiga ciutat del Baix Egipte, situada a l'extrem nord-est del delta del Nil, a la desembocadura més oriental del riu. Va ser la ciutat més important de l'est del Baix Egipte i estava a trenta quilòmetres al sud-est de l'actual Port Saïd.

## Els motius
El faraó egipci Amasis II va morir després d'un pròsper i extens regnat, sent succeït pel seu fill Psamètic III un faraó jove i inexpert.
Cambises II havia decidit conquerir Egipte, l'únic estat que romania independent en aquesta part del món. Cambises s'havia preparat per a marxar a través del desert mitjançant una aliança que havia segellat amb els caps àrabs, que li van proveir d'aigua.
Psamètic havia pensat que Egipte podria aguantar l'atac persa gràcies a una aliança que havien acordat amb els grecs, però les seves esperances no es van concretar, ja que, tal com ens narra l'historiador grec Heròdot d'Halicarnàs, els pobles xipriotes i el tirà Polícrates de Samos, que comptava amb una gran flota, havien canviat d'idea i s'havien aliat amb els perses.

## Batalla
L'esdeveniment militar decisiu va tenir lloc a prop de Pelúsion. L'enfrontament entre els dos exèrcits va ser més una carnisseria que una batalla. Els egipcis al comandament d'un jove príncep inexpert no eren un contrincant a l'altura dels perses. I encara que alguns dels mercenaris segurament van oposar resistència, estaven en desavantatge numèrica, i no eren millors guerrers que els seus oponents. Els egipcis van patir una gran quantitat de baixes. Això també pot ser degut al fet que tal vegada els egipcis es resistien a combatre amb els perses, ja que els perses portaven els seus escuts adornats amb la imatge de Bastet. Segons Ctèsies de Cnidos, van caure uns cinquanta mil egipcis, mentre que els perses només van perdre set mil soldats. Després d'aquest breu enfrontament, les tropes de Psamètic van fugir, i aviat la retirada es va convertir en desbandada.
Les tropes que van sobreviure van intentar refugiar-se en la fortalesa de Pelúsion. Cambises, per evitar el setge, va idear un estratagema per vèncer la resistència d'aquesta ciutat. Com els gats eren sagrats allà (per reverència a la deessa local Bastet), va ordenar als seus soldats que en capturessin i els van llançar amb les catapultes cap a la ciutat.
El gat pels egipcis era un símbol sagrat de protecció, i va haver de desmoralitzar els egipcis el veure que la deessa Bastet permetia que s'ofengués els gats d'aquesta manera. Percebent això com un signe d'infortuni, es van penedir d'amagar-se en la fortalesa, i van continuar la seva fugida. Els fugitius no es van aturar fins a arribar a Memfis, on es van refugiar darrere de les muralles.